# Jaciara
Jaciara is een gemeente in de Braziliaanse deelstaat Mato Grosso. De gemeente telt 25.922 inwoners (schatting 2009).
De gemeente grenst aan Dom Aquino, Santo Antônio do Leverger, Juscimeira, Campo Verde e São Pedro da Cipa

## Geboren
- Wanderson Ferreira de Oliveira, "Valdívia" (1994), voetballer